# Festin de l'empereur de Chine
Le Festin de l'empereur de Chine est un tableau réalisé par le peintre français François Boucher vers 1742. Cette huile sur toile est une idylle qui représente un repas en plein air de l'empereur de Chine. Il s'agit de l'une des huit esquisses de chinoiseries destinées à être exécutées en tapisserie à la manufacture de Beauvais que l'artiste a exposées à Paris à l'occasion du Salon de peinture et de sculpture en 1742. L'œuvre fait partie depuis 1843 des collections du musée des Beaux-Arts et d'Archéologie de Besançon, dans le Doubs.